# Arrhenechthites
Arrhenechthites là một chi thực vật có hoa trong họ Cúc (Asteraceae).

## Loài
Chi Arrhenechthites gồm các loài: